# Operazione vacanze
Operazione vacanze è un film commedia del 2012 diretto da Claudio Fragasso.

## Trama
Bebo è un cantante che lavora come piano bar nelle discoteche. A causa di una bugia detta da una ragazza a suo padre, un boss mafioso, Bebo è costretto a scappare rifugiandosi in un villaggio estivo per famiglie a Scanzano Jonico, qui dovrà fingere di essere un famoso animatore e capovillaggio di nome Lello Spada.

## Produzione
In origine la pellicola venne concepita come un remake della serie televisiva Professione vacanze che vedeva lo stesso Calà protagonista, il quale avrebbe dovuto anche dirigere il film. La regia venne tuttavia affidata a Fragasso e il suo ingaggio portò diverse modifiche alla sceneggiatura e alla trama. Il film, infatti, si sarebbe dovuto inizialmente intitolare ugualmente Professione vacanze. A proporre quello che sarebbe diventato il titolo definitivo fu il figlio di Jerry Calà, Johnny.
Il film è stato girato interamente in Basilicata, nelle località balneari di Scanzano Jonico e Policoro presso il resort di Marinagri, in provincia di Matera e nel villaggio turistico Torre del Faro.

## Distribuzione
Il film è stato distribuito il 23 maggio 2012 nelle sale italiane.

## Accoglienza
Il film è uscito a fine maggio con 17 copie ed è stato in sala 12 giorni. Ha incassato i primi due giorni € 177.694 grazie alle 28.097 presenze in sala. Al termine, l'incasso complessivo è stato di € 519.265.
Jerry Calà, pur essendo co-sceneggiatore del film, l'ha in più occasioni definito come il più brutto della sua filmografia, nonché l'unico che non rifarebbe.
Dopo otto anni di programmazione su Sky Cinema e Mediaset Premium, al primo passaggio televisivo in chiaro, il 12 aprile 2020 in seconda serata su Italia 1, ha ottenuto un buon risultato, con un milione di spettatori davanti allo schermo e il 7.50% di share.